# Oğuz Atay
Oğuz Atay (n. 1934 - d. 1977) a fost unul dintre pionierii romanului modern turc. Este autorul cărții Tutunamayanlar.